# Bürgerwehr (Mönchsberg)

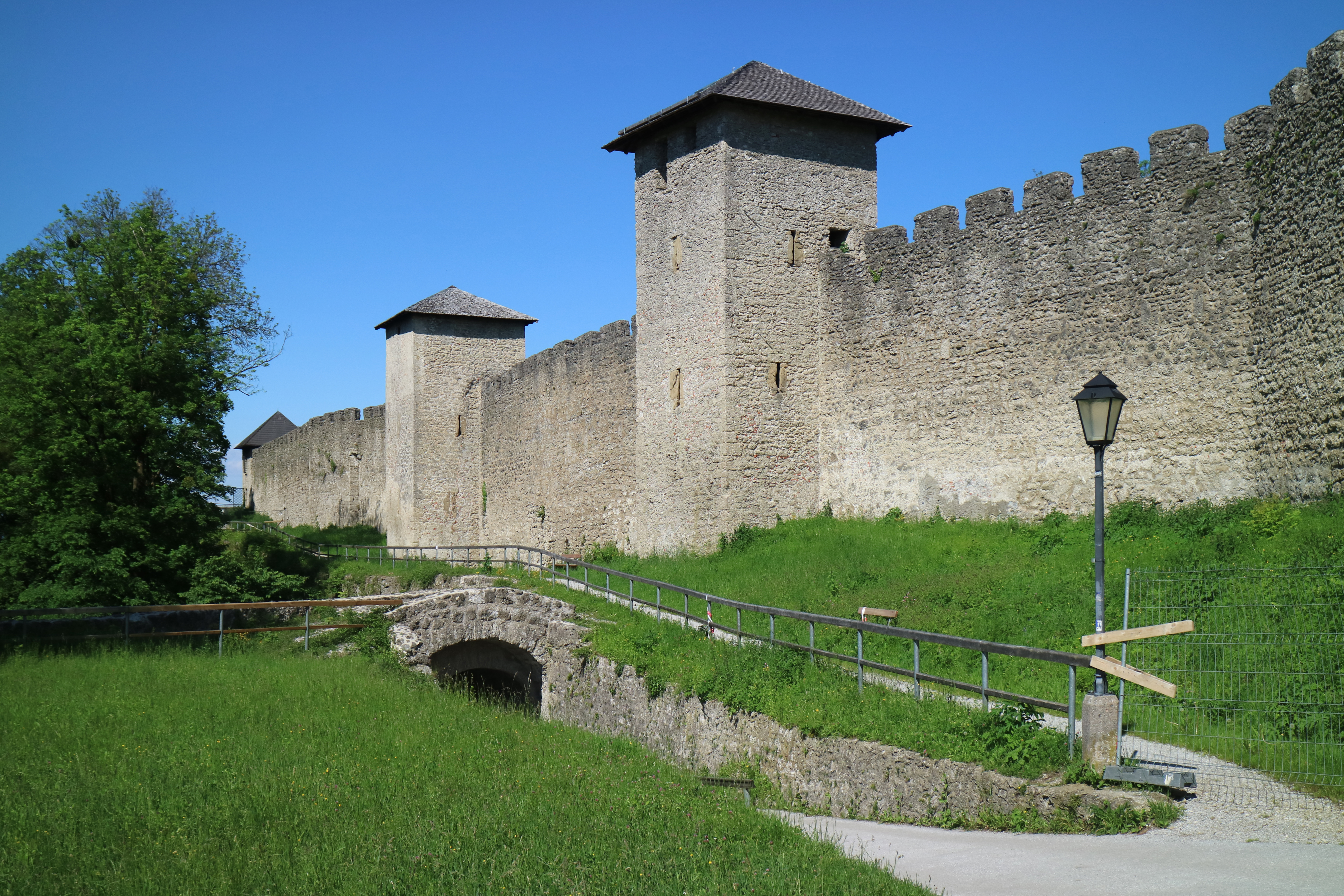
Bürgerwehr mit Tordurchgang vom alten Zwinger aus gesehen

Die Bürgerwehr ist eine Befestigungsanlage auf dem Mönchsberg in Salzburg. Sie stammt in wesentlichen Teilen aus der Zeit der zweiten Stadtbefestigung (etwa 1465–1480) und trennt den Mönchsberg in einen sogenannten inneren und einen äußeren Teil. Sie gehört der Stadt Salzburg.

## Geschichte

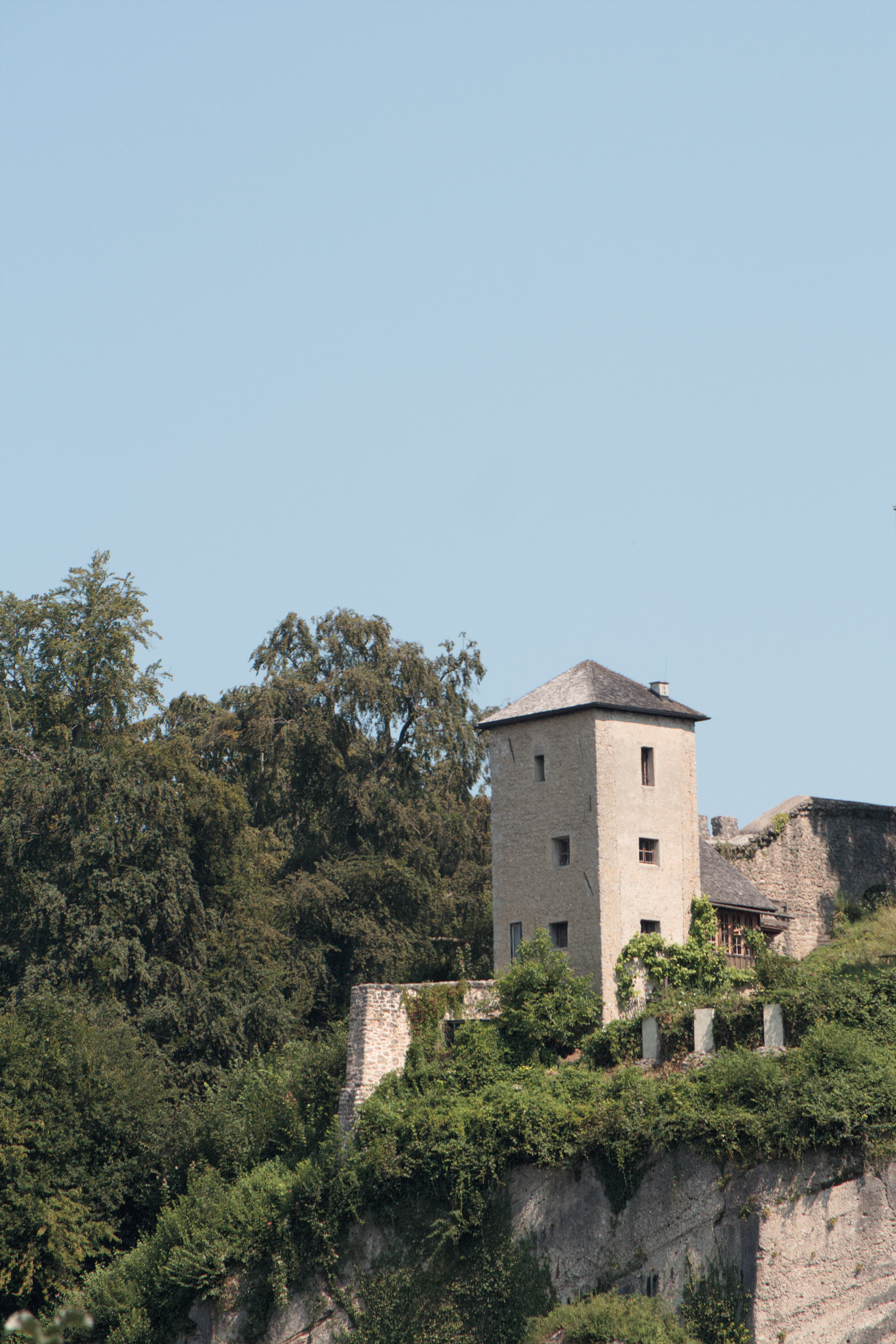
Marienturm von der Riedenburg aus gesehen

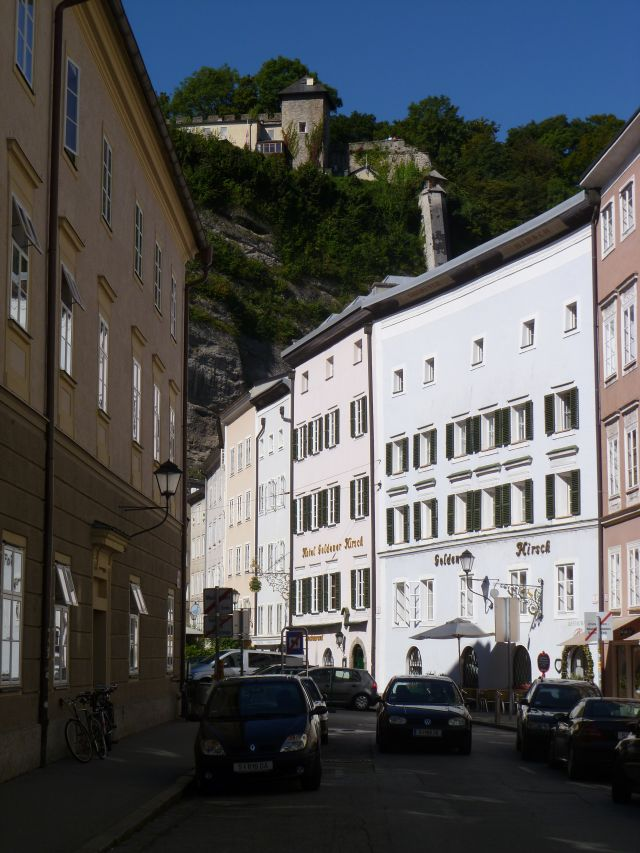
Blick auf das östliche Ende der Bürgerwehr vom Universitätsplatz aus

Die Bürgerwehr bildet die Querverbindung zwischen den am Westrand des Mönchsberges verlaufenden Stadtmauer und dem Mauerzug um die mittelalterliche Altstadt mit dem Klausentor am Mönchsbergfuß. Südlich der Bürgerwehr befand sich der Bereich des inneren Mönchsbergs, der Teil der Stadt Salzburg war. Der Teil nördlich davon gehörte zu Mülln, was auch heute noch den Pfarrgrenzen entspricht. Daher kommt auch die Bezeichnung MUNIMENTUM DIUIDENS MONTEM (‚Bollwerk, das den Berg teilt‘).
Wegen der ersten Bauernunruhen, wegen der zunehmenden Türkengefahr, aber auch wegen drohender kriegerischen Auseinandersetzungen im 15. Jahrhundert zwischen Kaiser Friedrich III. und Erzbischof Bernhard von Rohr sah sich die Stadt zu einer Verstärkung der Befestigungsanlagen genötigt. Letzterer unterstützte Matthias Corvinus, den König von Ungarn, die Bürgerschaft stand hingegen auf der Seite des Kaisers. Es wurde dabei in der Amtszeit des Bürgermeisters Hans Glavenberger (ab 1482) als Teil der neuen Stadtmauer auf dem Mönchsberg eine Mauer mit vorerst zwei Türmen und mit einem vorgelagerten Zwinger errichtet; diese Mauer wurde wenige Jahrzehnte später zu einer achttürmigen Anlage ausgebaut. Die Rückseite der sechs neueren Türme wurde aus Holz ausgeführt, wie man dies auch noch heute an der Innenseite einiger Türme sehen kann. Auf den Wehrmauern verlief ein hölzerner gedeckter Wehrgang, der aber bei einem Brand 1822 großteils zerstört wurde. Der westlichste sogenannte Marienturm wurde 1649 von der Hochfürstlichen Landschaft (einer Art Landtag des Fürsterzbistums) zu einem Pulverturm umgebaut. Die spätgotische Bürgerwehr besaß auch einen breiten Wehrgraben und überdies einen vorgelagerten Palisadenbau („Zaun“). Die Stadtrechnung von 1486 erwähnt einen Zaunmeister und vier Zaunhüter, welche nachts für die Bewachung der Anlage zuständig waren.
Gemäß den in einem Sühnebrief vom 20. April 1287 formulierten Bürgerpflichten („Nachweis der Wehrfähigkeit“, „Instandhaltung der Verteidungsanlagen“ und „Ableistung von Wachdiensten“) leistete die Bürgerschaft der Stadt Salzburg auch auf der Bürgerwehr Wachdienste. 1488 wurde eine entsprechende Wachmannschaft erwähnt. Diese Salzburger Bürgergarde wurde 1821/22 aufgelöst. (Das Bürgerliche Musik-Korps bestand aber weiter, ebenso die „Salzburger Nationalgarde“, letztere bis 1851.) Als Traditionsverein („Bürgergarde der Stadt Salzburg“) wurde sie 1979 wiedergegründet.
Seit der Befestigung des gesamten Nordteiles des Mönchsbergs bis zur Müllner Schanze durch Fürsterzbischof Paris Lodron besaß die Bürgerwehr kaum noch militärische Bedeutung. Zur Zeit des Dreißigjährigen Kriegs lebten hier Soldaten und danach wohnten bis nach 1800 Soldaten mit ihren Familien in den Türmen. Im Untergeschoß des Torturms der Bürgerwehr wurden seit 1575 Schanzsträflinge, also Gefangene, die zu Arbeit bei schlechter Ernährung verurteilt wurden, untergebracht. Ab 1734 wurden hier auch Wilddiebe, die nicht Bürger der Stadt waren, eingesperrt.
1733 oder 1744 errichtete man außerhalb der Bürgerwehr zwei weitere Pulvertürme, die aber wegen der dortigen Feuchtigkeit sich als ungeeignet erwiesen. Eine von der Riedenburg auf den Mönchsberg führende Treppe quer durch die Lodronsche Mauer am Westhang des Mönchsberges wurde von der Stadt Salzburg im Jahr 1892 errichtet.

## Bürgerwehr heute
Seit 1863 befindet sich im nordöstlichen Teil der Bürgerwehr ein Restaurant (früher Zur Bürgerwehr, heute Stadtalm genannt), das seit 1950 verbunden mit einer kleinen Jugendherberge von den Naturfreunden geführt wird.
Nach dem Zweiten Weltkrieg wurden in den Türmen wegen der herrschenden Wohnungsnot Flüchtlinge und ausgebombte Salzburger untergebracht. Heute sind zwei Türme bewohnt. Ein Turm ist derzeit noch mit Aushubmaterial verfüllt.
Der Wehrgraben wurde vor 1900 großteils eingeschüttet. Nach dem Zweiten Weltkrieg verwahrloste er weiter und ist derzeit mit verschiedenem Gehölz bewachsen, das die Sicht auf die alte Wehranlage stark beeinträchtigt. Im Rahmen eines Pflegekonzeptes ist die Freilegung des breiten Wehrgrabens vor der vorderen Wehrmauer mit dem störenden Gehölz sowie die Entfernung des vor 1900 eingebrachten Aushubmateriales im vorderen Ostturm („Söller“) mit seinem Ausfalltor vordringlich.

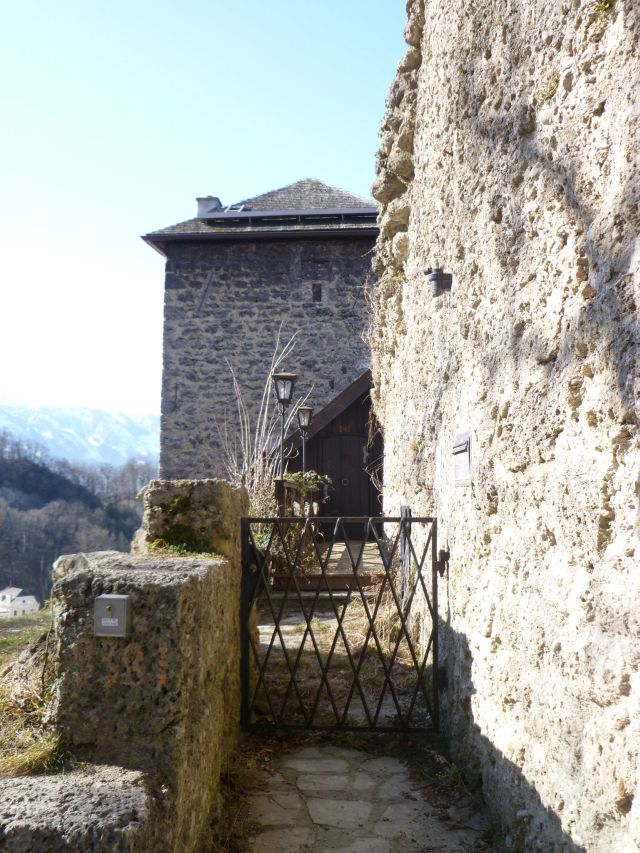
Der Marienturm als westlicher Abschluss der Bürgerwehr
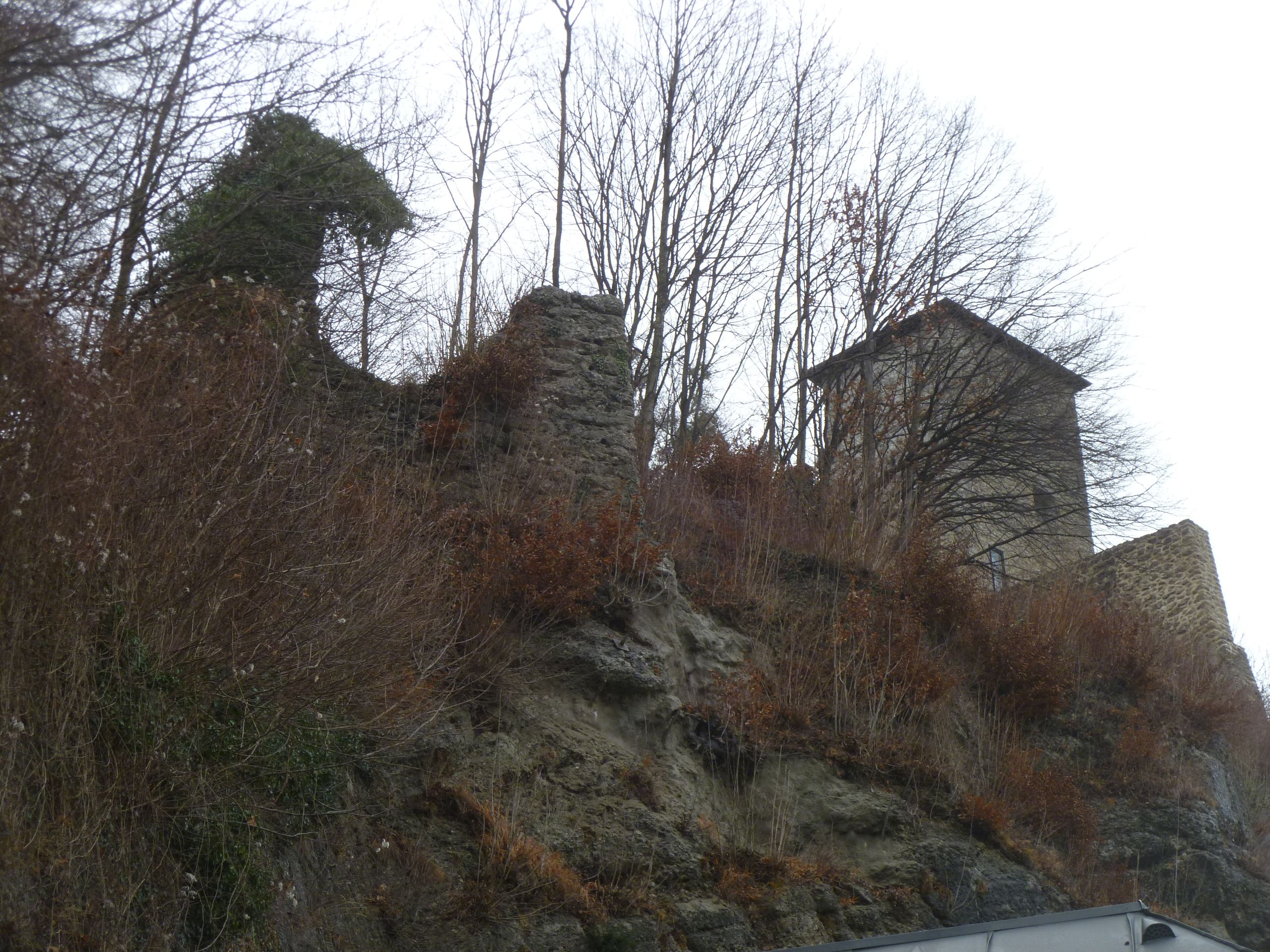
Der verfallende vorderste Wehrturm der Bürgerwehr, dahinter der Marienturm
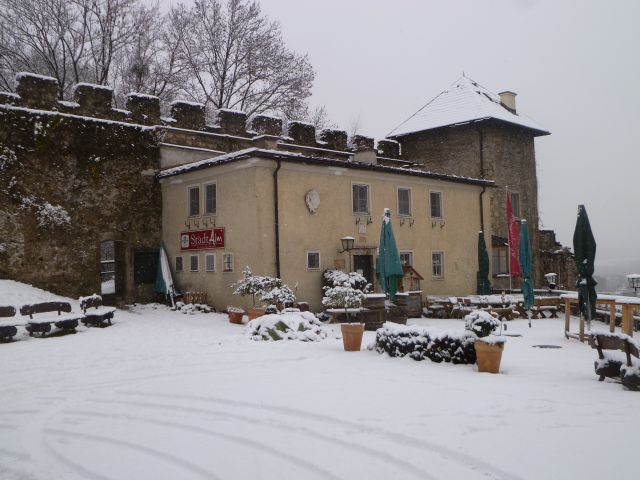
Das östliche Ende der Bürgerwehr (heute Gasthof „Stadtalm“)
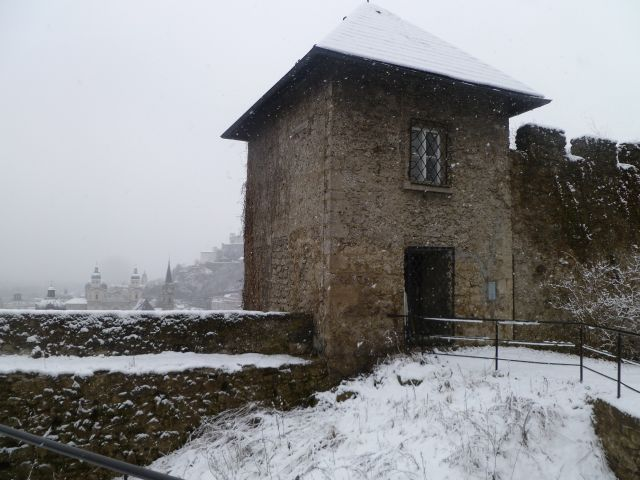
Bürgerwehr: Der derzeit noch weitgehend verfüllte Wehrturm im Osten der Bürgerwehr (Vordergrund, derzeit ohne Dach)